# Dysphania combinata
Dysphania combinata är en fjärilsart som beskrevs av Louis Beethoven Prout 1927. Dysphania combinata ingår i släktet Dysphania och familjen mätare. Inga underarter finns listade i Catalogue of Life.